# Stade Pierre-Rajon
Le stade Pierre-Rajon est un stade situé à Bourgoin-Jallieu, dans l'Isère.  
Il est le stade du CS Bourgoin-Jallieu, club de rugby à XV évoluant en Nationale, ainsi que celui accueillant les matchs de National 3 du Football Club de Bourgoin-Jallieu. 
Il peut accueillir 9 441 spectateurs avec 8 253 places assises.

## Histoire
Son nom a été donné en hommage à Pierre Rajon, né à Bourgoin en 1888 et décédé à Bourgoin-Jallieu en 1971, fondateur du Parc des Sports avec Georges Ochs et Robert Faure. Pierre Rajon fut maire de Bourgoin de mars 1941 au  23 aout 1944, date à laquelle il démissionna et fut remplacé par Gabriel Mages, pharmacien.
En 2018, la tribune Nord est démolie et reconstruite afin de permettre une meilleure vue pour les spectateurs et accueillir des nouveaux vestiaires, une infirmerie, un local antidopage, une salle d’arbitrage vidéo, un bureau pour les délégués ou encore un espace presse.
En mars 2021, il est annoncé que la tribune Sud sera refaite, financé par le CSBJ. Pour 3,7 millions d'euros, l'espace qui est entre les deux tours sera refait. Il accueillera la brasserie du club, 8 loges VIP et un nouvel espace réceptif. La capacité totale du stade est légèrement diminuée, perdant 300 places assises, ce qui porte le total à 6400 places assises. La livraison de la tribune était espérée pour le printemps 2022. Une convention d'occupation temporaire du domaine public est passée entre le club et la ville. L'accord porte sur 25 ans, moyennant une redevance annuelle de 10000 euros et un pourcentage des recettes générées par la tribune.
La tribune sera finalement livrée à l'automne 2022.